# UCI-Cyclocross-Saison 2019/20
Die Cyclocross-Saison 2019/2020 reichte vom 1. August 2019 bis zum 29. Februar 2020. Sie bestand aus den im internationalen UCI-Kalender registrierten Cyclocrossrennen.

## Klassifikation
Zum internationalen Cyclocross-Kalender gehörten folgende Rennklassen (siehe auch UCI-Kategorie):
- die Weltmeisterschaften (CM) Anfang Februar;
- die kontinentalen Meisterschaften in Europa und in Amerika (CC);
- die nationalen Meisterschaften (CN), die über die Saison verteilt stattfanden, meist aber Anfang Januar;
- die 9 Rennen des Weltcups 2019/2020 (CDM);
- zahlreiche weitere Rennen der Klassen C1 und C2.

Die C1- und C2-Rennen gehörten oft nationalen Rennserien an, worunter die Superprestige-Serie und DVV Trofee in Belgien hervorstachen. Daneben gab es weitere Rennen auf den nationalen Kalendern der einzelnen Radsportverbände, die an dieser Stelle nicht berücksichtigt sind.

## Kalender
Die untenstehende Liste führt die Weltcup-Rennen sowie die der Klassen C1 und C2 auf, die in der Regel bei Männern und Frauen durchgeführt wurden. Es sind nur die Sieger der Kategorie Elite genannt.
| Datum         | Ort                  | Rennen                                                          | Klasse | Sieger                 | Siegerin                   |
| ------------- | -------------------- | --------------------------------------------------------------- | ------ | ---------------------- | -------------------------- |
| 17. Aug. 2019 | Melbourne            | Melbourne Grand Prix of Cyclo-Cross #1                          | C2     | Chris Jongewaard       | Peta Mullens               |
| 18. Aug. 2019 | Melbourne            | Melbourne Grand Prix of Cyclo-Cross #2                          | C2     | Chris Jongewaard       | Peta Mullens               |
| 31. Aug. 2019 | Roanoke              | Virginia’s Blue Ridge Go Cross #1                               | C2     | Curtis White           | Rebecca Fahringer          |
| 1. Sep. 2019  | Raonoke              | Virginia’s Blue Ridge Go Cross #2                               | C2     | Kerry Werner           | Caroline Mani              |
| 1. Sep. 2019  | Aohan                | Qiansen Trophy Aohan Station                                    | C1     | Yannick Peeters        | Joyce Vanderbeken          |
| 7. Sep. 2019  | Fengfeng             | Qiansen Trophy Fengfeng Station                                 | C1     | Yannick Peeters        | Joyce Vanderbeken          |
| 7. Sep. 2019  | Rochester            | Rochester Cyclocross #1                                         | C1     | Vincent Baestaens      | Maghalie Rochette          |
| 8. Sep. 2019  | Eeklo                | GP Stad Eeklo (Ethias Cross)                                    | C2     | Laurens Sweeck         | Maud Kaptheijns            |
| 8. Sep. 2019  | Rochester            | Rochester Cyclocross #2                                         | C2     | Curtis White           | Maghalie Rochette          |
| 13. Sep. 2019 | Iowa City            | Jingle Cross #1                                                 | C2     | Lander Loockx          | Jennifer Jackson           |
| 14. Sep. 2019 | Iowa City            | Weltcup #1                                                      | CDM    | Eli Iserbyt            | Maghalie Rochette          |
| 15. Sep. 2019 | Iowa City            | Jingle Cross #2                                                 | C1     | Gianni Vermeersch      | Maghalie Rochette          |
| 20. Sep. 2019 | Waterloo             | Trek Cup                                                        | C2     | Laurens Sweeck         | Jolanda Neff               |
| 22. Sep. 2019 | Waterloo             | Weltcup #2                                                      | CDM    | Eli Iserbyt            | Kateřina Nash              |
| 22. Sep. 2019 | Boulzicourt          | Cyclo-cross de Boulzicourt Ardennes                             | C2     | Joshua Dubau           | Laura Verdonschot          |
| 22. Sep. 2019 | Derby                | National Trophy Series #1                                       | C2     | Thomas Mein            | Alicia Franck              |
| 22. Sep. 2019 | Illnau               | Radcross Illnau                                                 | C2     | Antoine Benoist        | Geerte Hoeke               |
| 28. Sep. 2019 | Mladá Boleslav       | Toi Toi Cup #1                                                  | C1     | Marcel Meisen          | Alicia Franck              |
| 28. Sep. 2019 | Vittel               | Chazal Cup Vittel                                               | C2     | David van der Poel     | Perrine Clauzel            |
| 29. Sep. 2019 | Poprad               | Grand Prix Poprad                                               | C1     | Marcel Meisen          | Geerte Hoeke               |
| 29. Sep. 2019 | Vittel               | Canyon Cross Race                                               | C2     | Michael Vanthourenhout | Perrine Clauzel            |
| 5. Okt. 2019  | Meulebeke            | Berencross (Ethias Cross)                                       | C2     | Michael Vanthourenhout | Ceylin del Carmen Alvarado |
| 5. Okt. 2019  | Fayetteville         | FayetteCross #1                                                 | C2     | Kerry Werner           | Maghalie Rochette          |
| 5. Okt. 2019  | Hlinsko              | Toi Toi Cup #2                                                  | C2     | Braam Merlier          | Geerte Hoeke               |
| 6. Okt. 2019  | Aigle                | Cyclocross Aigle (EKZ CrossTour #1)                             | C1     | Vincent Baestaens      | Perrine Clauzel            |
| 6. Okt. 2019  | Fayetteville         | FayetteCross #2                                                 | C2     | Curtis White           | Clara Honsinger            |
| 6. Okt. 2019  | Pelt                 | GP Neerpelt (Rectavit Series)                                   | C2     | Laurens Sweeck         | Ceylin del Carmen Alvarado |
| 6. Okt. 2019  | Raková               | Grand Prix Raková                                               | C2     | Braam Merlier          | Geerte Hoeke               |
| 6. Okt. 2019  | Milnthorpe           | National Trophy Series #2                                       | C2     | Ian Field              | Harriet Harnden            |
| 12. Okt. 2019 | Baltimore            | Charm City Cross #1                                             | C2     | Kerry Werner           | Rebecca Fahringer          |
| 12. Okt. 2019 | Kruibeke             | Polderscross Kruibeke (Ethias Cross)                            | C2     | Eli Iserbyt            | Annemarie Worst            |
| 12. Okt. 2019 | Holé Vrchy           | Toi Toi Cup #3                                                  | C2     | Michael Boroš          | Pavla Havlíková            |
| 12. Okt. 2019 | Boulder City         | US Open of Cyclocross #1                                        | C2     | Lance Haidet           | Katherine Compton          |
| 13. Okt. 2019 | Gieten               | Veldrit Gieten (Superprestige #1)                               | C1     | Eli Iserbyt            | Ceylin del Carmen Alvarado |
| 13. Okt. 2019 | La Mézière           | Coupe de France #1                                              | C2     | Antoine Benoist        | Perrine Clauzel            |
| 13. Okt. 2019 | Baltimore            | Charm City Cross #2                                             | C2     | Curtis White           | Rebecca Fahringer          |
| 13. Okt. 2019 | Trnava               | Grand Prix Trnava                                               | C2     | Lander Loockx          | Pavla Havlíková            |
| 13. Okt. 2019 | Steinmaur            | Internationales Radquer Steinmaur                               | C2     | Loris Rouiller         | Zina Barhoumi              |
| 13. Okt. 2019 | Boulder City         | US Open of Cyclocross #2                                        | C2     | Eric Brunner           | Clara Honsinger            |
| 17. Okt. 2019 | Ardooie              | Kermiscross                                                     | C2     | Gianni Vermeersch      | Kim Van de Steene          |
| 19. Okt. 2019 | Täby                 | CX Täby Park                                                    | C2     | Wietse Bosmans         | Suzanne Verhoeven          |
| 19. Okt. 2019 | Washington           | DCCX #1                                                         | C2     | Kerry Werner           | Rebecca Fahringer          |
| 19. Okt. 2019 | Boom                 | Schorrecross (Superprestige #2)                                 | C2     | Toon Aerts             | Alice Maria Arzuffi        |
| 20. Okt. 2019 | Bern                 | Weltcup #3                                                      | CDM    | Eli Iserbyt            | Annemarie Worst            |
| 20. Okt. 2019 | Washington           | DCCX #2                                                         | C2     | Stephen Hyde           | Rebecca Fahringer          |
| 20. Okt. 2019 | Cles                 | Il Melo Cup                                                     | C2     | Cristian Cominelli     | Asia Zontone               |
| 20. Okt. 2019 | Stockholm            | Stockholm Cyclocross                                            | C2     | Wietse Bosmans         | Suzanne Verhoeven          |
| 20. Okt. 2019 | Ternitz              | Tage des Querfeldeinsports                                      | C2     | Emil Hekele            | Nikola Bajgerová           |
| 22. Okt. 2019 | Woerden              | Nacht van Woerden                                               | C2     | Lars van der Haar      | Maud Kaptheijns            |
| 26. Okt. 2019 | Mason                | Cincinnati Cyclocross – Kingswood Park #1                       | C1     | Kerry Werner           | Maghalie Rochette          |
| 26. Okt. 2019 | Podbrezová           | Grand Prix Podbrezová                                           | C1     | Jim Aernouts           | Pavla Havlíková            |
| 26. Okt. 2019 | Laudio               | Ciclocross Internacional Llodio (Copa de España #1)             | C1     | Felipe Orts            | Lucía González             |
| 26. Okt. 2019 | Beringen             | Be-Mine Cross (Ethias Cross)                                    | C2     | Quinten Hermans        | Annemarie Worst            |
| 27. Okt. 2019 | Elorrio              | Elorrioko Basqueland Ziklokrosa (Copa de España #2)             | C1     | Felipe Orts            | Lucía González             |
| 27. Okt. 2019 | Topoľčianky          | Grand Prix Topoľčianky                                          | C1     | Jim Aernouts           | Pavla Havlíková            |
| 27. Okt. 2019 | München              | Munich Super Cross                                              | C1     | Loris Rouiller         | Aniek van Alphen           |
| 27. Okt. 2019 | Gavere               | Cyclocross Gavere (Superprestige #3)                            | C1     | Eli Iserbyt            | Yara Kastelijn             |
| 27. Okt. 2019 | Mason                | Cincinnati Cyclocross – Kingswood Park #2                       | C2     | Curtis White           | Maghalie Rochette          |
| 27. Okt. 2019 | Contern              | Grand-Prix de la Commune de Contern                             | C2     | Thijs Aerts            | Shirin van Anrooij         |
| 27. Okt. 2019 | Jamesburg            | HPCX                                                            | C2     | Merwin Davis           | Regina Legge               |
| 27. Okt. 2019 | Irvine               | National Trophy Series #3                                       | C2     | Gosse van der Meer     | Katie Scott                |
| 27. Okt. 2019 | Sagae                | Sagae Round Tohoku CX Series                                    | C2     | Hijiri Oda             | Miyoko Karami              |
| 28. Okt. 2019 | Slaný                | Toi Toi Cup #4                                                  | C1     | Vincent Baestaens      | Pavla Havlíková            |
| 1. Nov. 2019  | Oudenaarde           | Koppenbergcross (DVV Trofee #1)                                 | C1     | Eli Iserbyt            | Yara Kastelijn             |
| 1. Nov. 2019  | Jesolo               | GP Città di Jesolo                                              | C2     | Cristian Cominelli     | Sara Casasola              |
| 1. Nov. 2019  | Les Franqueses       | Gran Premi Les Franqueses                                       | C2     | Felipe Orts            | Lucía González             |
| 2. Nov. 2019  | Manlleu              | Ciclocross Manlleu                                              | C2     | Felipe Orts            | Lucía González             |
| 2. Nov. 2019  | Falmouth             | Really Rad Festival of Cyclocross #1                            | C2     | Curtis White           | Katie Clouse               |
| 3. Nov. 2019  | Ruddervoorde         | Cyclocross Ruddervoorde (Superprestige #4)                      | C1     | Mathieu van der Poel   | Ceylin del Carmen Alvarado |
| 3. Nov. 2019  | Andrézieux-Bouthéon  | Coupe de France #2                                              | C2     | Steve Chainel          | Olivia Onesti              |
| 3. Nov. 2019  | Vic                  | Gran Premi Internacional Ciutat de Vic                          | C2     | Felipe Orts            | Lucía González             |
| 3. Nov. 2019  | Micăsasa             | November Cross                                                  | C2     | Emil Hekele            | Tereza Kurnická            |
| 3. Nov. 2019  | Peterborough         | PTBOCX                                                          | C2     | Michael van den Ham    | Jennifer Jackson           |
| 3. Nov. 2019  | Falmouth             | Really Rad Festival of Cyclocross #2                            | C2     | Curtis White           | Rebecca Fahringer          |
| 3. Nov. 2019  | Chiba                | Yowamushi-Pedal Makuhari Cross p/b Champion System              | C2     | Hijiri Oda             | Rina Matsumoto             |
| 9. Nov. 2019  | Midland              | Silver Goose Cyclocross Festival                                | C2     | Stephen Hyde           | Maghalie Rochette          |
| 9. Nov. 2019  | Northampton          | The Northampton International #1                                | C2     | Tobin Ortenblad        | Caroline Nolan             |
| 10. Nov. 2019 | Karrantza            | Ciclocross de Karrantza (Copa de España #3)                     | C2     | Kevin Suárez           | Aida Nuño Palacio          |
| 10. Nov. 2019 | Crawley              | National Trophy Series #4                                       | C2     | Thijs Aerts            | Bethany Crumpton           |
| 10. Nov. 2019 | Northampton          | The Northampton International #2                                | C2     | Tobin Ortenblad        | Caroline Nolan             |
| 11. Nov. 2019 | Niel                 | Jaarmarktcross Niel (Rectavit Series)                           | C1     | Mathieu van der Poel   | Lucinda Brand              |
| 16. Nov. 2019 | Tábor                | Cyklokros Tábor (Weltcup #4)                                    | CDM    | Mathieu van der Poel   | Annemarie Worst            |
| 16. Nov. 2019 | Indianapolis         | Major Taylor Cross Cup #1                                       | C2     | Andrew Dillman         | Clara Honsinger            |
| 16. Nov. 2019 | Suffern              | Supercross #1                                                   | C2     | Curtis White           | Rebecca Fahringer          |
| 17. Nov. 2019 | Hamme                | Flandriencross (DVV Trofee #2)                                  | C1     | Mathieu van der Poel   | Annemarie Worst            |
| 17. Nov. 2019 | Hittnau              | EKZ CrossTour #2                                                | C1     | Marcel Meisen          | Christine Majerus          |
| 17. Nov. 2019 | Saccolongo           | 40. Jubiläum der Cyclocross-WM in Saccolongo                    | C2     | Nicolas Samparisi      | Sara Casasola              |
| 17. Nov. 2019 | Takashima            | Kansai Cyclo Cross Makino Round                                 | C2     | Emil Hekele            | Miyoko Karami              |
| 17. Nov. 2019 | Indianapolis         | Major Taylor Cross Cup #2                                       | C2     | Andrew Dillman         | Clara Honsinger            |
| 17. Nov. 2019 | Suffern              | Supercross #2                                                   | C2     | Curtis White           | Rebecca Fahringer          |
| 23. Nov. 2019 | Wachtebeke           | Ambiancecross                                                   | C1     | Mathieu van der Poel   | Yara Kastelijn             |
| 23. Nov. 2019 | Nobeyama             | Rapha Supercross                                                | C1     | Emil Hekele            | Miho Imai                  |
| 23. Nov. 2019 | Košice               | Grand Prix Košice                                               | C2     | Wietse Bosmans         | Janka Keseg Števková       |
| 23. Nov. 2019 | Hendersonville       | North Carolina Grand Prix #1                                    | C2     | Kerry Werner           | Caroline Nolan             |
| 24. Nov. 2019 | Koksijde             | Duinencross Koksijde (Weltcup #5)                               | CDM    | Mathieu van der Poel   | Ceylin del Carmen Alvarado |
| 24. Nov. 2019 | Gościęcin            | Bryksy Cross Gosciecin                                          | C2     | Wietse Bosmans         | Kateřina Mudříková         |
| 24. Nov. 2019 | Pembrey              | National Trophy Series #5                                       | C2     | Arne Vrachten          | Ffion James                |
| 24. Nov. 2019 | Hendersonville       | North Carolina Grand Prix #2                                    | C2     | Kerry Werner           | Hannah Arensman            |
| 30. Nov. 2019 | Abadiño              | Abadiñoko Udala Saria                                           | C2     | Gorka Izagirre         | Lucía González             |
| 30. Nov. 2019 | Kortrijk             | Urban Cross Kortrijk (DVV Trofee #3)                            | C2     | Mathieu van der Poel   | Lucinda Brand              |
| 30. Nov. 2019 | Mailand              | Gran Premio Guerciotti                                          | C2     | Sascha Weber           | Francesca Baroni           |
| 30. Nov. 2019 | Broken Arrow         | Ruts 'n' Guts #1                                                | C2     | Michael van den Ham    | Ellen Noble                |
| 30. Nov. 2019 | Kolín                | Toi Toi Cup #5                                                  | C2     | Diether Sweeck         | Pavla Havlíková            |
| 1. Dez. 2019  | Mol                  | Zilvermeercross                                                 | C1     | Mathieu van der Poel   | Laura Verdonschot          |
| 1. Dez. 2019  | Lanarvily            | Cyclo-cross du Mingant                                          | C2     | Valentin Guillaud      | Amandine Fouquenet         |
| 1. Dez. 2019  | Madiswil             | Flückiger Cross Madiswil                                        | C2     | Timon Rüegg            | Pavla Havlíková            |
| 1. Dez. 2019  | Pontevedra           | GP Ciudad de Pontevedra (Copa de España #4)                     | C2     | Ismael Esteban         | Lucía González             |
| 1. Dez. 2019  | Brugherio            | International Ciclocross selle SMP                              | C2     | Jakob Dorigoni         | Sara Casasola              |
| 1. Dez. 2019  | Broken Arrow         | Ruts 'n' Guts #2                                                | C2     | Lance Haidet           | Ellen Noble                |
| 7. Dez. 2019  | Essen                | Cyclocross Essen (Ethias Cross)                                 | C1     | Quinten Hermans        | Marianne Vos               |
| 7. Dez. 2019  | Warwick              | NBX Grand Prix of Cross #1                                      | C2     | Lane Maher             | Rebecca Fahringer          |
| 7. Dez. 2019  | Garland              | Resolution Cross Cup #1                                         | C2     | Michael van den Ham    | Maghalie Rochette          |
| 7. Dez. 2019  | Jabkenice            | Toi Toi Cup #6                                                  | C2     | Michael Boroš          | Kateřina Nash              |
| 7. Dez. 2019  | Ametzaga             | Trofeo San Andrés                                               | C2     | David Menut            | Lucía González             |
| 8. Dez. 2019  | Zonhoven             | Cyclocross Zonhoven (Superprestige #5)                          | C1     | Toon Aerts             | Annemarie Worst            |
| 8. Dez. 2019  | Treviso              | Ciclocross del Ponte                                            | C2     | Vincent Baestaens      | Francesca Baroni           |
| 8. Dez. 2019  | Stadl-Paura          | Int. Radquerfeldein GP Lambach/Stadl-Paura                      | C2     | Braam Merlier          | Joyce Vanderbeken          |
| 8. Dez. 2019  | Warwick              | NBX Grand Prix of Cross #2                                      | C2     | Lane Maher             | Rebecca Fahringer          |
| 8. Dez. 2019  | Garland              | Resolution Cross Cup #2                                         | C2     | Michael van den Ham    | Maghalie Rochette          |
| 8. Dez. 2019  | Igorre               | Ziklokross Igorre                                               | C2     | Felipe Orts            | Lucía González             |
| 14. Dez. 2019 | Ronse                | GP Mario De Clercq (DVV Trofee #4)                              | C1     | Toon Aerts             | Ceylin del Carmen Alvarado |
| 14. Dez. 2019 | Uničov               | Toi Toi Cup #7                                                  | C1     | Diether Sweeck         | Kateřina Nash              |
| 14. Dez. 2019 | Xàtiva               | Ciclo-cross Ciudad de Xàtiva                                    | C2     | Felipe Orts            | Marianne Vos               |
| 14. Dez. 2019 | Utsunomiya           | Utsunomiya Cyclo Cross #1                                       | C2     | Emil Hekele            | Janka Keseg Števková       |
| 15. Dez. 2019 | Overijse             | Druivencross                                                    | C1     | Mathieu van der Poel   | Annemarie Worst            |
| 15. Dez. 2019 | Bagnoles-de-l’Orne   | Coupe de France #3                                              | C2     | David Menut            | Olivia Onesti              |
| 15. Dez. 2019 | Valencia             | Ciclocross Internacional Ciudad de Valencia (Copa de España #5) | C2     | Felipe Orts            | Lucía González             |
| 15. Dez. 2019 | Vittorio Veneto      | Gran Premio Città di Vittorio Veneto                            | C2     | Jakob Dorigoni         | Francesca Baroni           |
| 15. Dez. 2019 | York                 | National Trophy Series #6                                       | C2     | Gianni Siebens         | Harriet Harnden            |
| 15. Dez. 2019 | Utsunomiya           | Utsunomiya Cyclo Cross #2                                       | C2     | Emil Hekele            | Janka Keseg Števková       |
| 21. Dez. 2019 | Sint-Niklaas         | Waaslandcross (Rectavit Series)                                 | C2     | Mathieu van der Poel   | Sanne Cant                 |
| 22. Dez. 2019 | Namur                | Citadelcross (Weltcup #6)                                       | CDM    | Mathieu van der Poel   | Lucinda Brand              |
| 26. Dez. 2019 | Heusden-Zolder       | Cyclocross Zolder (Weltcup #7)                                  | CDM    | Mathieu van der Poel   | Lucinda Brand              |
| 26. Dez. 2019 | Pfaffnau             | Pfaffnau GP Luzern                                              | C2     | Yannick Peeters        | Rebecca Gariboldi          |
| 27. Dez. 2019 | Loenhout             | Azencross (DVV Trofee #5)                                       | C1     | Mathieu van der Poel   | Ceylin del Carmen Alvarado |
| 29. Dez. 2019 | Diegem               | Veldrit Diegem (Superprestige #6)                               | C1     | Mathieu van der Poel   | Annemarie Worst            |
| 29. Dez. 2019 | Coulounieix-Chamiers | Cyclo-cross des Crouchaux                                       | C2     | Clément Venturini      | Lucía González             |
| 30. Dez. 2019 | Bredene              | Sylvestercross Bredene (Ethias Cross)                           | C2     | Mathieu van der Poel   | Sanne Cant                 |
| 1. Jan. 2020  | Baal                 | GP Sven Nys (DVV Trofee #6)                                     | C1     | Mathieu van der Poel   | Ceylin del Carmen Alvarado |
| 1. Jan. 2020  | Pétange              | Grand Prix Garage Collé                                         | C2     | Marcel Meisen          | Shirin van Anrooij         |
| 2. Jan. 2020  | Meilen               | EKZ CrossTour #3                                                | C1     | Marcel Meisen          | Christine Majerus          |
| 4. Jan. 2020  | Gullegem             | Cyclocross Gullegem                                             | C2     | Mathieu van der Poel   | Ceylin del Carmen Alvarado |
| 4. Jan. 2020  | Troyes               | Troyes Cyclocross International                                 | C2     | Clément Venturini      | Aniek van Alphen           |
| 5. Jan. 2020  | Brüssel              | Brussels Universities Cross (DVV Trofee #7)                     | C1     | Mathieu van der Poel   | Ceylin del Carmen Alvarado |
| 13. Jan. 2020 | Otegem               | Cyclocross Otegem                                               | C2     | Mathieu van der Poel   | Alicia Franck              |
| 19. Jan. 2020 | Nommay               | GP Nommay (Weltcup #8)                                          | CDM    | Eli Iserbyt            | Annemarie Worst            |
| 19. Jan. 2020 | Leudelange           | Grand Prix Möbel Alvisse                                        | C2     | Wietse Bosmans         | Pauliena Rooijakkers       |
| 19. Jan. 2020 | Zaō                  | Zao-sama Cup Tohoku CX Series                                   | C2     | Hikaru Kosaka          | Miyoko Karami              |
| 25. Jan. 2020 | Zonnebeke            | Kasteelcross Zonnebeke                                          | C2     | Mathieu van der Poel   | Christine Majerus          |
| 26. Jan. 2020 | Hoogerheide          | GP Adrie van der Poel (Weltcup #9)                              | CDM    | Mathieu van der Poel   | Lucinda Brand              |
| 5. Feb. 2020  | Maldegem             | Parkcross Maldegem (Ethias Cross)                               | C2     | Eli Iserbyt            | Annemarie Worst            |
| 8. Feb. 2020  | Lille                | Krawatencross (DVV Trofee #8)                                   | C1     | Wout van Aert          | Ceylin del Carmen Alvarado |
| 15. Feb. 2020 | Middelkerke          | Noordzeecross (Superprestige #7)                                | C1     | Laurens Sweeck         | Ceylin del Carmen Alvarado |
| 16. Feb. 2020 | Hulst                | Vestingcross (Ethias Cross)                                     | C1     | Eli Iserbyt            | Ceylin del Carmen Alvarado |
| 22. Feb. 2020 | Leuven               | Stellacross (Rectavit Series)                                   | C1     | Toon Aerts             | Denise Betsema             |
| 23. Feb. 2020 | Oostmalle            | Internationale Sluitingsprijs                                   | C1     | Laurens Sweeck         | Annemarie Worst            |

## Wertungen
| Serie                  | Land           | Sieger             | Siegerin                   |
| ---------------------- | -------------- | ------------------ | -------------------------- |
| Weltcup                | international  | Toon Aerts         | Annemarie Worst            |
| Superprestige          | Belgien        | Laurens Sweeck     | Ceylin del Carmen Alvarado |
| DVV Trofee             | Belgien        | Eli Iserbyt        | Ceylin del Carmen Alvarado |
| Coupe de France        | Frankreich     | David Menut        | Olivia Onesti              |
| National Trophy Series | Großbritannien | Gosse van der Meer | Ffion James                |
| EKZ CrossTour          | Schweiz        | Marcel Meisen      | Christine Majerus          |
| Copa de España         | Spanien        | Ismael Esteban     | Aida Nuño Palacio          |
| Toi Toi Cup            | Tschechien     | Michael Boroš      | Tereza Vaníčková           |

## Meisterschaften

### Welt- und Kontinentalmeisterschaften
| Bereich                    | Datum           | Ort       | Meister              | Meisterin                  |
| -------------------------- | --------------- | --------- | -------------------- | -------------------------- |
| Weltmeisterschaften        | 1.–2. Feb. 2020 | Dübendorf | Mathieu van der Poel | Ceylin del Carmen Alvarado |
| Europameisterschaften      | 10. Nov. 2019   | Silvelle  | Mathieu van der Poel | Yara Kastelijn             |
| Panamerika-Meisterschaften | 10. Nov. 2019   | Midland   | Kerry Werner         | Maghalie Rochette          |

### Nationale Meisterschaften
| Land               | Datum         | Ort          | Landesmeister        | Landesmeisterin            |
| ------------------ | ------------- | ------------ | -------------------- | -------------------------- |
| Australien         | 10. Aug. 2019 | Wangaratta   | Chris Jongewaard     | Peta Mullens               |
| Belgien            | 12. Jan. 2020 | Antwerpen    | Laurens Sweeck       | Sanne Cant                 |
| Chile              | 29. Sep. 2019 | Santiago     | Ignacio Gallo        | Maria Fernanda Castro      |
| Dänemark           | 12. Jan. 2020 | Slagelse     | Sebastian Fini       | Caroline Bohé              |
| Deutschland        | 12. Jan. 2020 | Albstadt     | Marcel Meisen        | Elisabeth Brandau          |
| Estland            | 13. Okt. 2019 | Suure-Jaani  | Markus Pajur         | Mari-Liis Mõttus           |
| Finnland           | 1. Dez. 2019  | Espoo        | Niko Heikkilä        | Kajsa Salmela              |
| Frankreich         | 12. Jan. 2020 | Flamanville  | Clément Venturini    | Marion Norbert-Riberolle   |
| Großbritannien     | 12. Jan. 2020 | Shrewsbury   | Thomas Pidcock       | Harriet Harnden            |
| Irland             | 12. Jan. 2020 | Enniscrone   | David Conroy         | Maria Larkin               |
| Italien            | 12. Jan. 2020 | Schio        | Jakob Dorigoni       | Eva Lechner                |
| Japan              | 8. Dez. 2019  | Uchiko       | Toki Sawada          | Rina Matsumoto             |
| Kanada             | 2. Nov. 2019  | Peterborough | Michael van den Ham  | Maghalie Rochette          |
| Kroatien           | 12. Jan. 2020 | Donja Voća   | Viktor Potočki       | Gloria Musa                |
| Litauen            | 27. Okt. 2019 | Panevėžys    | Domas Manikas        | Vida Dolgovienė            |
| Luxemburg          | 11. Jan. 2020 | Dippach      | Lex Reichling        | Christine Majerus          |
| Neuseeland         | 11. Aug. 2019 | Christchurch | Brendon Sharratt     | Kate McIlroy               |
| Niederlande        | 12. Jan. 2020 | Rucphen      | Mathieu van der Poel | Ceylin del Carmen Alvarado |
| Norwegen           | 17. Nov. 2019 | Spikkestad   | Søren Wærenskjold    | Mie Bjørndal Ottestad      |
| Österreich         | 12. Jan. 2020 | Weiz         | Daniel Federspiel    | Lisa Pasteiner             |
| Polen              | 12. Jan. 2020 | Szczekociny  | Marek Konwa          | Zuzanna Krzystała          |
| Portugal           | 12. Jan. 2020 | Vila Real    | Marcio Barbosa       | Ana Mafalda Sá Santos      |
| Rumänien           | 14. Dez. 2019 | Micăsasa     | Ede-Karoly Molnar    | Eszter Berecki             |
| Russland           | 27. Okt. 2019 | Ischewsk     | Timofei Iwanow       | Elwira Chairullina         |
| Schweden           | 12. Jan. 2020 | Varberg      | Emil Lindgren        | Asa Maria Erlandsson       |
| Schweiz            | 12. Jan. 2020 | Baden        | Lars Forster         | Zina Barhoumi              |
| Slowakei           | 1. Dez. 2019  | Trenčín      | Matej Ulík           | Janka Keseg Števková       |
| Spanien            | 12. Jan. 2020 | Pontevedra   | Felipe Orts          | Lucía González             |
| Tschechien         | 12. Jan. 2020 | Jičín        | Emil Hekele          | Pavla Havlíková            |
| Ungarn             | 12. Jan. 2020 | Kecskemét    | Balász Vas           | Kata Blanka Vas            |
| Vereinigte Staaten | 15. Dez. 2019 | Tacoma       | Gage Hecht           | Clara Honsinger            |